# プーラ (クロアチア)
プーラ（クロアチア語: Pula, イタリア語: Pola, スロベニア語: Pulj, ドイツ語: Polei, セルビア語: Пула）は、クロアチア西端部のイストラ郡における最大の都市である。イストリア半島の他地域同様、穏やかな気候と海、手つかずの自然で知られている。古代ローマ時代からの行政中心地で、ワイン醸造、漁業、造船業、観光業の長い伝統を持つ。

## 人口
プーラは都市圏に約9万人の人口を抱えるイストラ郡最大の都市である。2001年の調査によると、人口の多数を占めるのはクロアチア人（71.65%）である。その他の少数民族は、セルビア人5.83%、イタリア人4.82%、ボスニア人1.67%、スロベニア人1.25%となっている。

## 地理
プーラは7つの丘の下方に横たわっている（丘の名前は、モンテ・ザロ、モンテ・セルペンテ、モンテ・ギロ、モンテ・マニョ、モンテ・パラディーゾ、モンテ・リッツィ、モンテ・ヴィダルという）。市街は広い湾の内側にあり、深さ38 mある天然の良港となっている。港は海からと、ファザナ水道を通って入る2つの入り口のある北西側に開いている。
プーラ地域圏は合計で51.65 km2あり、そのうち41.50 km2が陸で、10.15 km2が海である。スヴェティ・イェロリム島とコザダ島、シュティニャン（Štinjan）、ヴェリ・ヴルフ（Veli Vrh）、シヤニツ森で北側を制限されている。東部はモンテセルポ、ヴァルマデ、ブソレル、ヴァルデベク地域、南部は旧式のガス施設、商業港ヴェルダとヴェルダ島、西部はヴェルデラ、ルンゴマレ、ムシルに囲まれる。
温暖な地中海性気候で、平均日照数は1年で2316時間（1日6.3時間）、年平均気温は13.2℃（2月の平均は6.1℃、7月から8月は26.4℃）で、海は7℃から26℃まで変動する。

## 歴史

### 先史時代

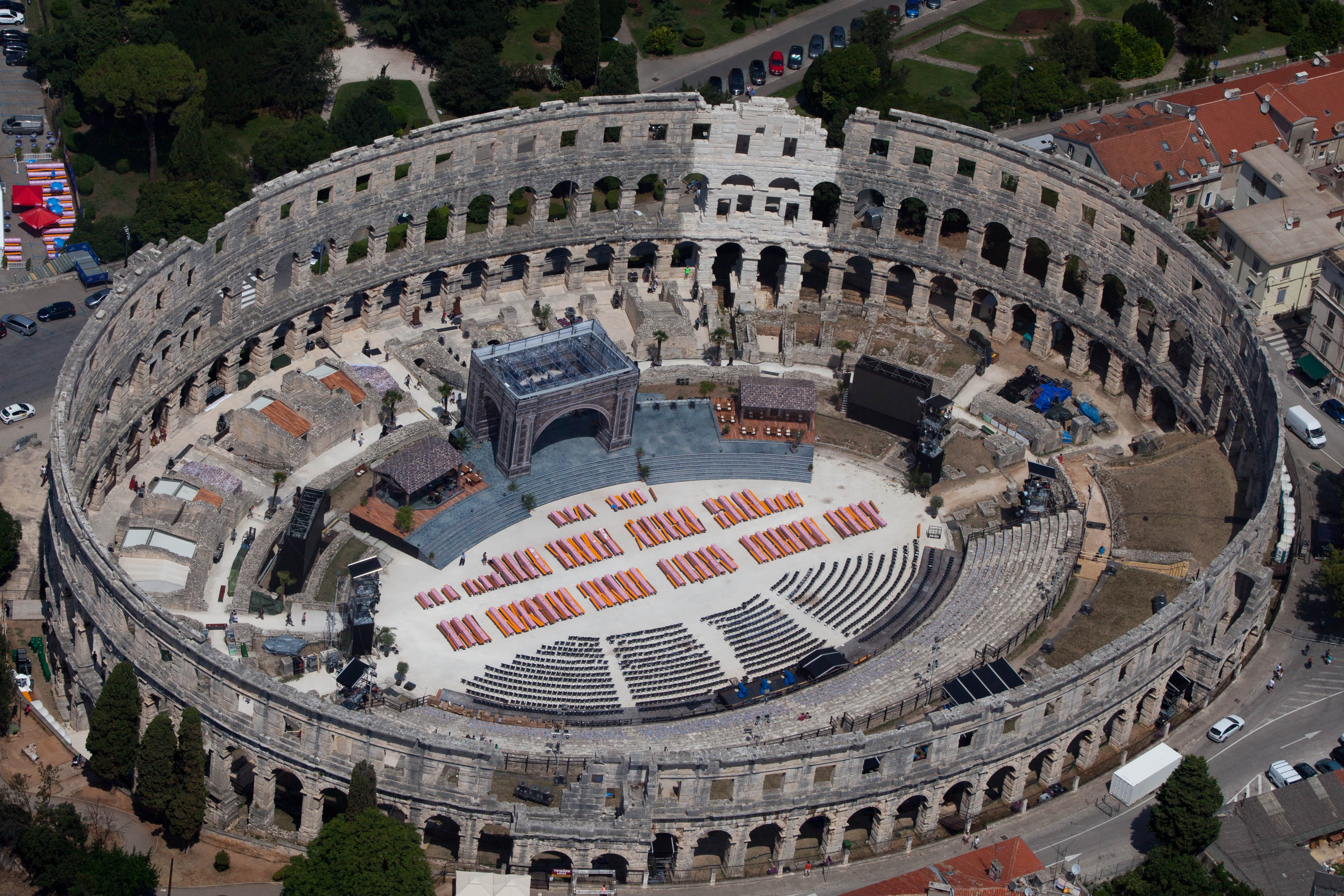
プーラ円形闘技場

人の暮らしていた痕跡は、プーラ近郊のシャンダリヤにある洞窟で発見されており、紀元前1万年に遡る
。新石器時代の陶器が人類の定住を暗示しており、プーラ周辺で見つかっている。
都市が最初に恒久的な居住地として記録されたのは、紀元前10世紀に遡る。古代イストリアに住んでいたイリュリア人らによって築かれたのである。 
町は、コルキスに属していたことで初期ギリシャ航海者らに知られていた。金羊毛皮を盗んだイアーソーンとメーデイアの神話物語で言及されていたのである。コルキスは北アドリア海へイアソンを追放したが、彼は捕まらず、イリュリア人の住んでいたこの地域に最終的に定住した。彼らはこの土地を『ポライ』（Polai、身を隠す都市）と呼んだ。ギリシャ陶器と、アポロン神像の一部が見つかっており、ギリシャ文明の存在が立証されている。

### 古代
イストリア半島は紀元前177年にローマ人によって征服された。この時からローマ化が始まった。町は、紀元前46年から45年にかけ、植民市（コロニア）の地位に上がった。この時期に町は成長し、およそ30,000人の人口を持つ全盛期であった。司法権の元で広範囲に渡る周辺地域を持つ、目をひくローマ港となっていった。オクタヴィアヌス、マルクス・アントニウス、レピドゥスの三頭政治が行われていた紀元前42年の内戦時には、町はユリウス・カエサルの暗殺者マルクス・ユニウス・ブルートゥス、ガイウス・カッシウス・ロンギヌス側についた。町が、カッシウスの兄弟クイントゥス・カッシウス・ロンギヌスによって創建されていたためである。オクタヴィアヌスの勝利が確定した後、町は荒れるがままにされた。オクタヴィアヌスの娘ユリアの要請ですぐに町は再建され、コロニア・ピエタス・ユリア・ポーラ・ポレンティア・ヘルクラネア（Colonia Pietas Iulia Pola Pollentia Herculanea）と呼ばれた。偉大な古典建築が建てられ、わずかにその姿をとどめている。ローマ人は市に給水と下水システムを供給した。彼らは10の門のある市壁で防衛を強化した。これらの門の幾つかは今も残る。紀元前1世紀に造られたヘラクレス門と、2世紀から3世紀頃に造られた双子門である。セプティミウス・セウェルス帝時代、市名はレス・プブリカ・ポレンシス（Res Publica Polensis）に変えられた。
425年、町には司教座が据えられた。わずかに残る宗教建造物の名残がそれを立証する。

### 中世

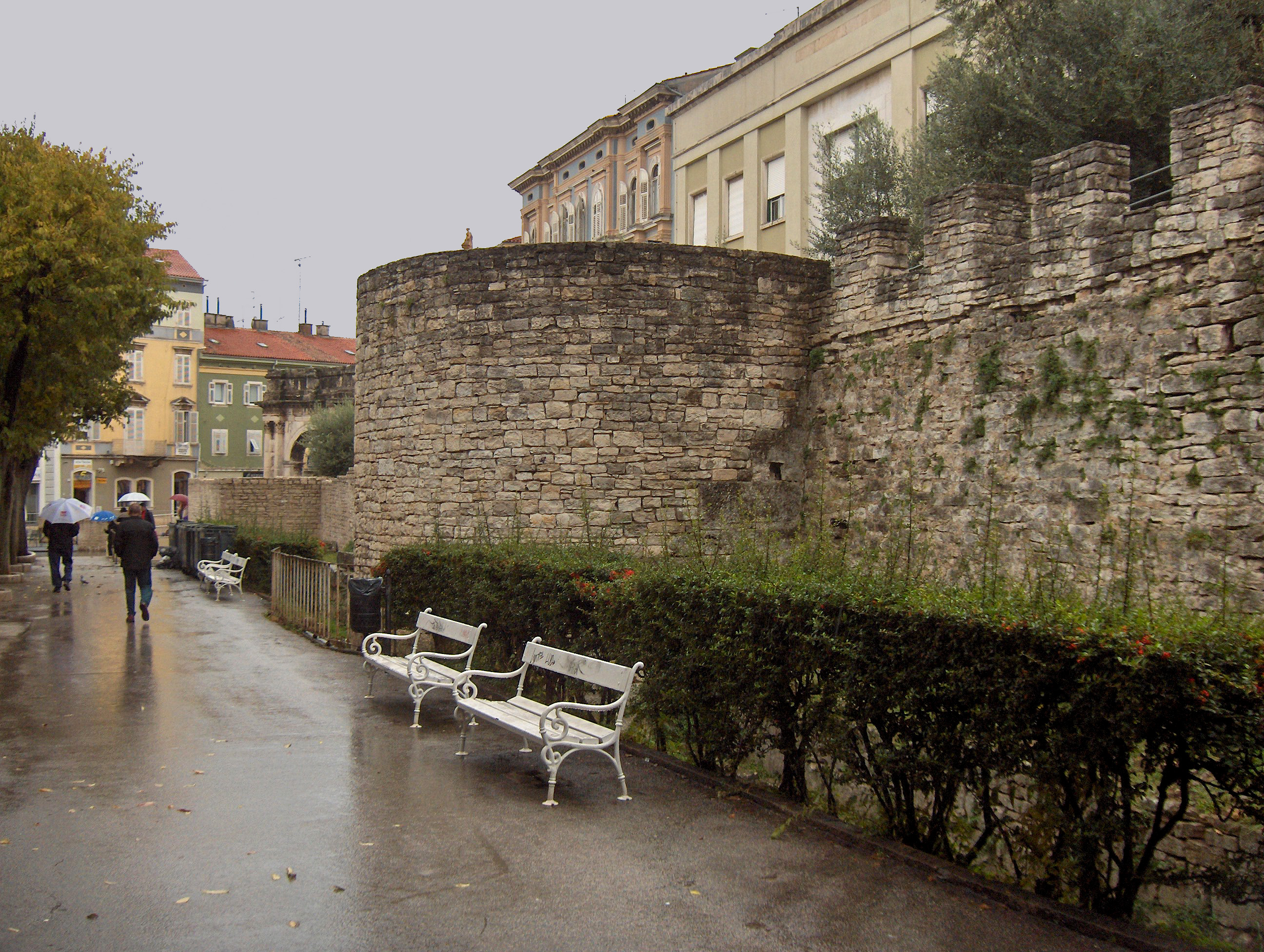
古い市壁の残る市街

西ローマ帝国の崩壊後、市と地域は東ゴート族に破壊された。東ゴート王国支配は60年後に終わりを迎え、540年から751年まで東ローマ帝国・ラヴェンナ総督府が支配した。この時代にプーラは繁栄し、東ローマ艦隊の主要港となった。大聖堂と聖マリア・フォルモサ教会は、総督府時代からある建物である。
スラヴ人が町周囲に初めてやってきたのは7世紀である。しかし彼らは実際にプーラに定住したことはなく、市は常にローマ都市であり続けた。市の歴史はその位置からイストリアの他都市同様に、ヨーロッパ強国間の国境の書き直しが反映され続けた。
788年以降、プーラはカール大帝の治めるフランク王国の支配を受けた。1077年まで、プーラは選挙で選ばれたイストリア伯の本拠となっていた。1148年にヴェネツィア人らに市は征服され、1150年にはヴェネツィア共和国の所有となった。その後数世紀にわたり、市の運命はヴェネツィア勢力ときつく結ばれたのである。1192年にはピサ共和国に占領されたが、すぐにヴェネツィアが奪回している。
1238年、ローマ教皇グレゴリウス9世は神聖ローマ帝国に対抗してジェノヴァ共和国とヴェネツィア間の同盟を結んだ。そしてその結果ピサとも対抗することになった。プーラがピサの側についたことから、1243年にヴェネツィアによってプーラは略奪にあった。1267年、1397年の二度、ジェノヴァが海戦でヴェネツィアに敗退するとプーラは破壊された。
プーラはゆっくりと衰退していった。ローマ系の旧家セルギ家とイオノタシ家という地元の名家による内部抗争と、ヴェネツィア＝ジェノヴァ間のプーラと港を巡る争いによってプーラの凋落はいっそう進んでいった（13世紀終わりから14世紀）。
プーラは、訪れたイタリアの詩人ダンテ・アリギエーリによって『神曲』に引用された。『イスタルスキ・ラズヴォド』（Istarski Razvod、1325年）もこの時代である。これはラテン語、ドイツ語、クロアチア語で書かれた重大なクロアチア語写本で、グラゴール文字と呼ばれる古いクロアチア語アルファベットで書かれている。

### ヴェネツィア、ナポレオン、オーストリア帝国

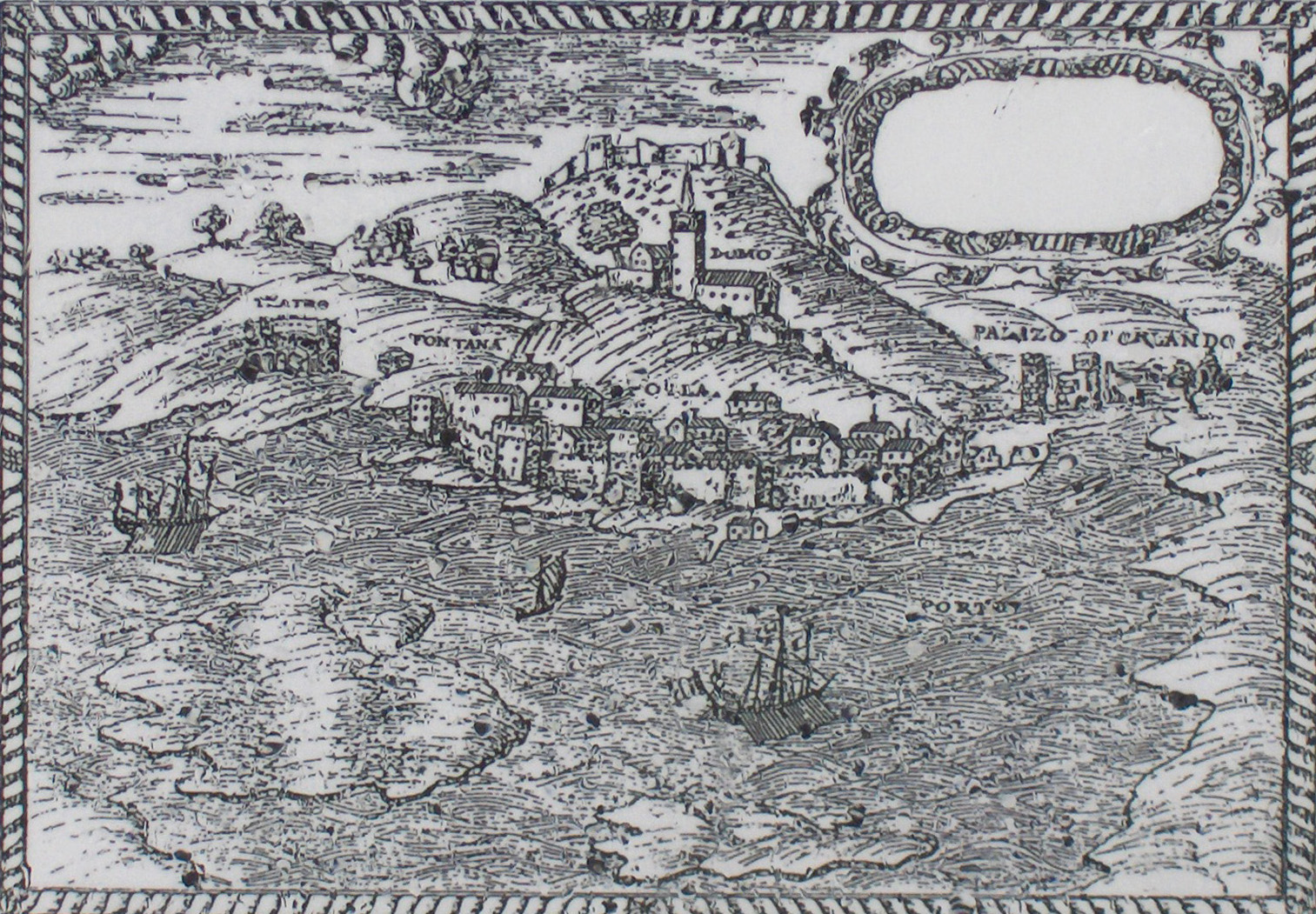
ヴェネツィアの古地図に描かれたプーラ、1584年

1331年にヴェネツィア共和国がプーラを掌握し、その支配は1797年まで続いた。14世紀から16世紀、プーラはジェノヴァ、クロアチア＝ハンガリー王国軍、ハプスブルク帝国軍から攻撃と占領とを受け続けた。遠隔の中世定住地と町は数カ所が破壊された。戦争に加え、ペスト、マラリア、腸チフスの大流行が市を荒廃させた。1750年代には、わずか300人の市民が市にいるだけであった。
1797年、ナポレオン軍に敗退したことでヴェネツィア共和国が崩壊し、市はハプスブルク家支配を受けた。フランスが1805年にオーストリアを敗退させた後、プーラはフランス軍の侵攻を受けている。フランス第一帝政の傀儡イタリア王国は、フランス帝国の地方行政区画イリュリア州（Provinces illyriennes）を基礎にして直接すえられたものだった。

### オーストリア＝ハンガリー帝国とイタリア王国

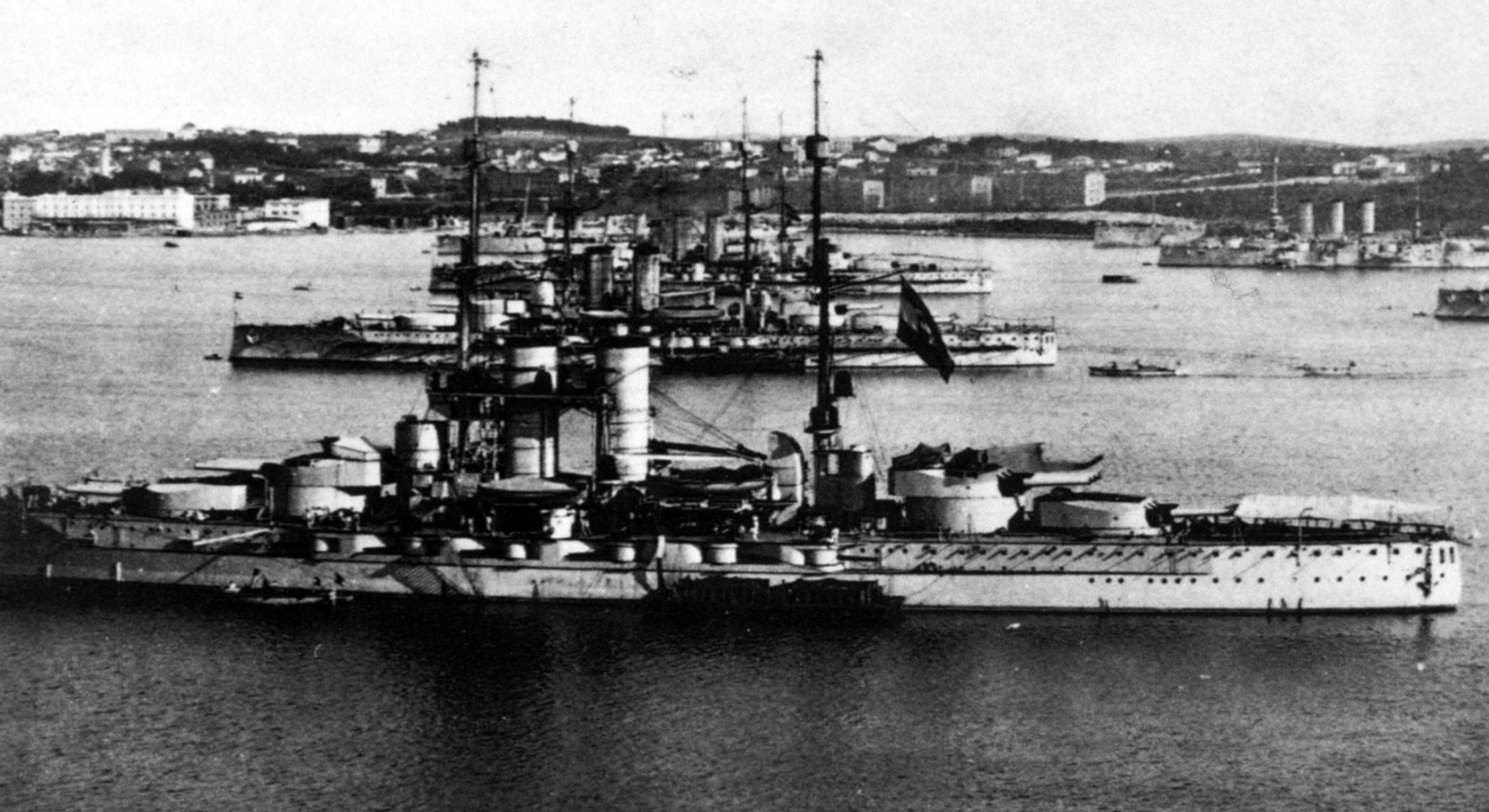
プーラ(ポーラ)軍港のオーストリア＝ハンガリー帝国海軍艦隊

1813年、プーラ及びイストリア半島はオーストリアのもとに戻った（のちにオーストリア＝ハンガリー帝国となる）。プーラは、ハプスブルク家の直轄領となった。この時代にプーラは繁栄を取り戻した。1859年からプーラの広大な天然港はオーストリア軍の主要海軍基地、主要造船中心地となった。プーラは、消えゆく古代遺跡をもつ小都市から産業の町への変換を遂げたのである。プーラの南に位置するロシュニ島は、ハプスブルク家の皇族らの夏の休暇地となった。
1918年にオーストリア＝ハンガリー帝国が崩壊すると、プーラとイストリアは和平条約のもとイタリアへ全て与えられた。この時代は、経済・政治ともに不穏な時代であった。ベニート・ムッソリーニのファシスト政権下、非イタリア人、特にスラヴ人住民は政治的・文化的抑圧を受け、多くがイストリアの都市から逃れていった。1943年9月、イタリアが第二次世界大戦に降伏するまで、その支配が続いた。ナチス・ドイツ軍が、退却するイタリア軍兵士らによって生じた空白地帯を埋めた。ドイツ軍政時代、プーラは最悪の時期であった。パルチザンのゲリラ闘争を疑われた市民の逮捕、追放、処刑が行われたのである。一方で、連合国側の悲惨な空襲が繰り返され、プーラを全体的に破壊したのだった。

### 第二次世界大戦後から現代へ
1945年から数年間、プーラは国連管理下にあった。イストリアは占領地として分割統治されており、1947年9月15日に、ユーゴスラビア社会主義連邦共和国に属するクロアチア社会主義共和国に公式に統合された。
プーラがユーゴスラビアへ併合された際、人口の多数を占めていたのは90%以上いるイタリア人であった。しかし、1947年に和平条約が締結されると、1945年以後も残っていた人々もプーラを去っていった。1946年12月から1947年9月にかけ、イタリア系住民らの多数がプーラを後にした（イストリア＝ダルマチア脱出）。1947年から1953年の間、イタリアの文化的遺産（碑文、象徴など）はほぼ完全にプーラの記念物から取り除かれた。
1946年8月18日、プーラはヴェルガロラ爆発の舞台となった。
1946年の調査では、プーラ郡には87,787人の人口があった（64%はイタリア人、32%はクロアチア人、771人のスロベニア人）。プーラのイタリア人は人口の90%近くを占めていた。1931年のプーラには41,439人の住民がいたが、1948年にはわずか19,595人しかいなかった。
直後に、イタリア語名のポーラから、市名は公式にクロアチア語のプーラに改名された。1992年のユーゴスラビア解体後、プーラは新たに独立したクロアチアの一部となった。

## 文化・みどころ

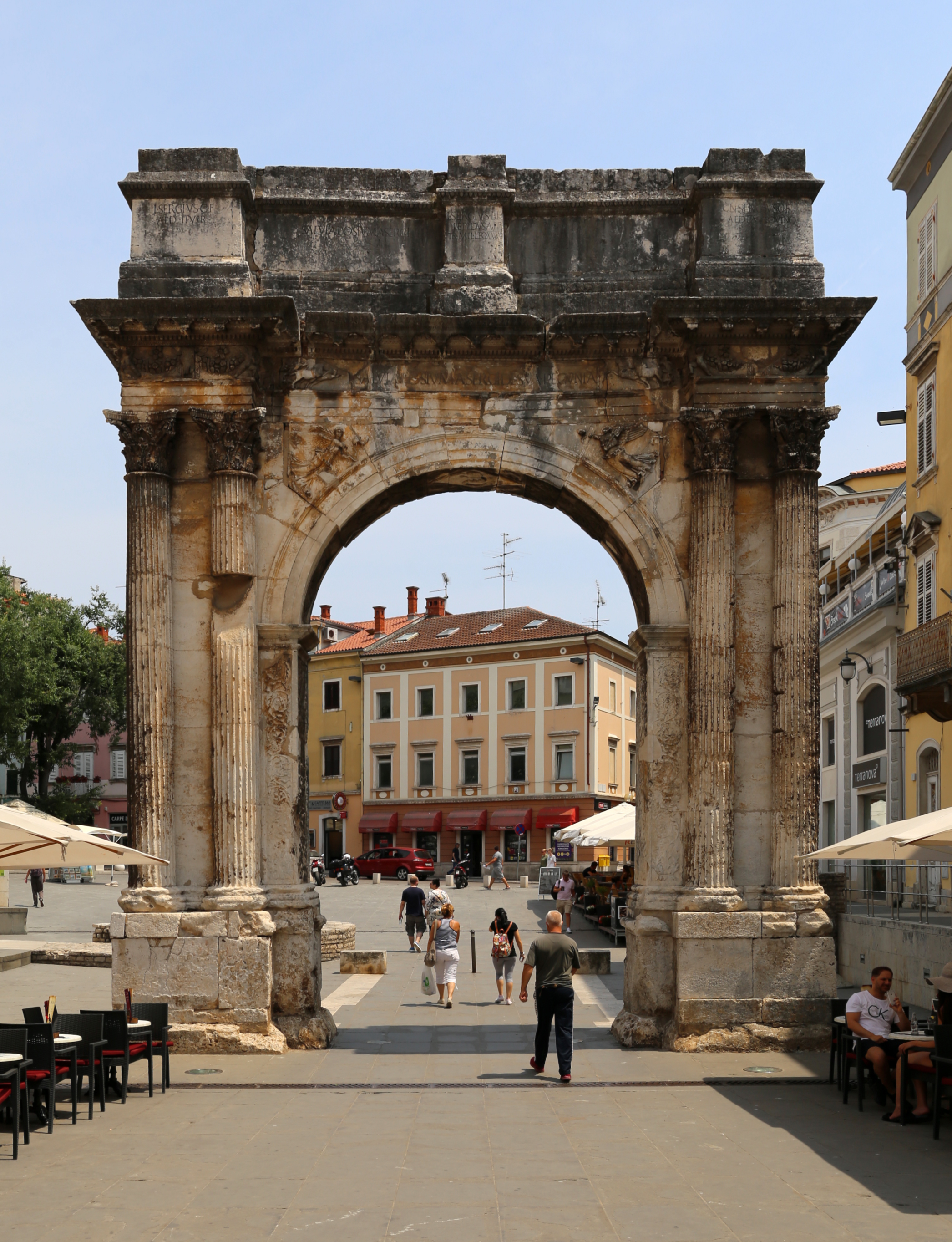
セルギウスの凱旋門

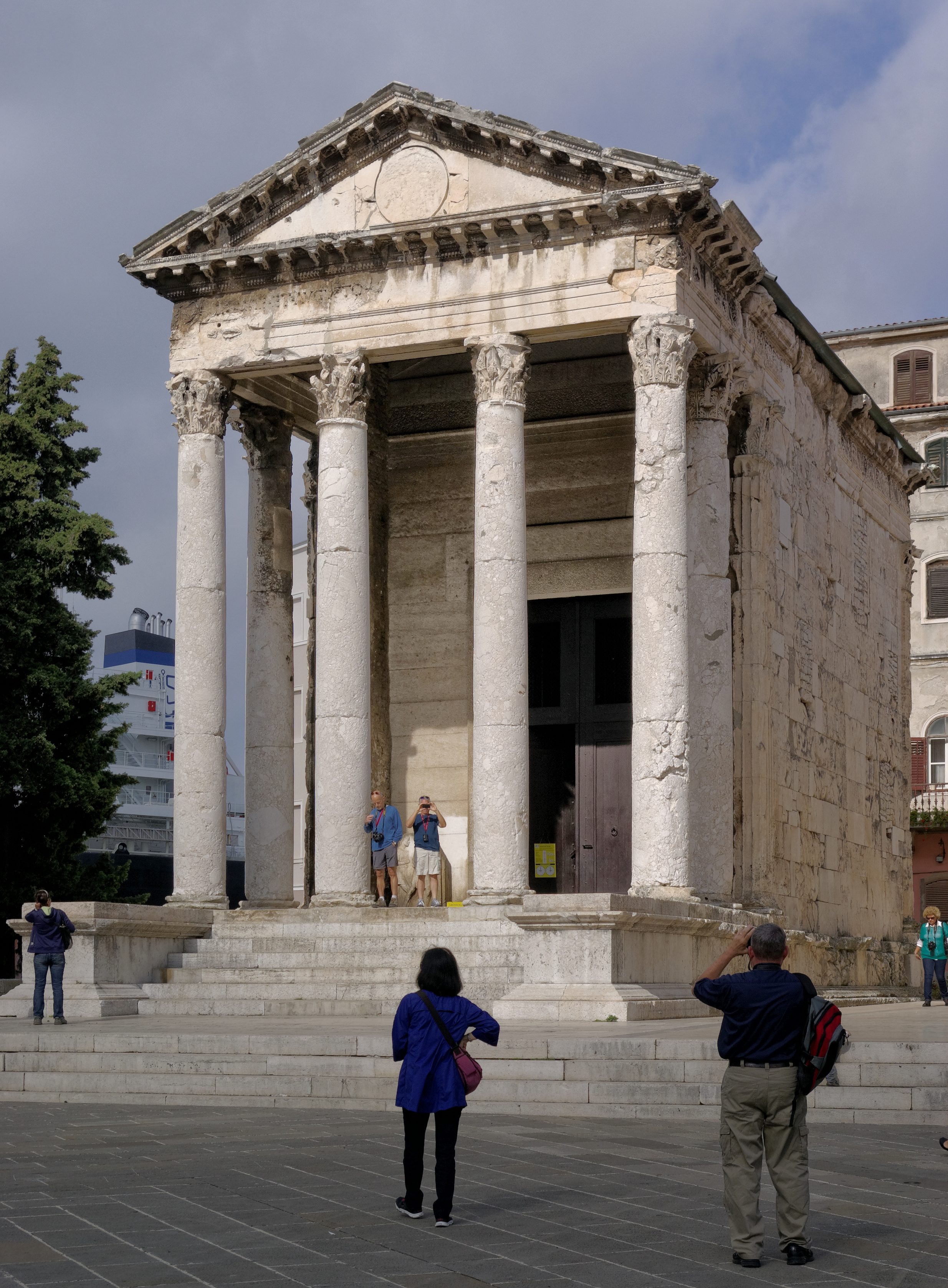
アウグストゥス神殿

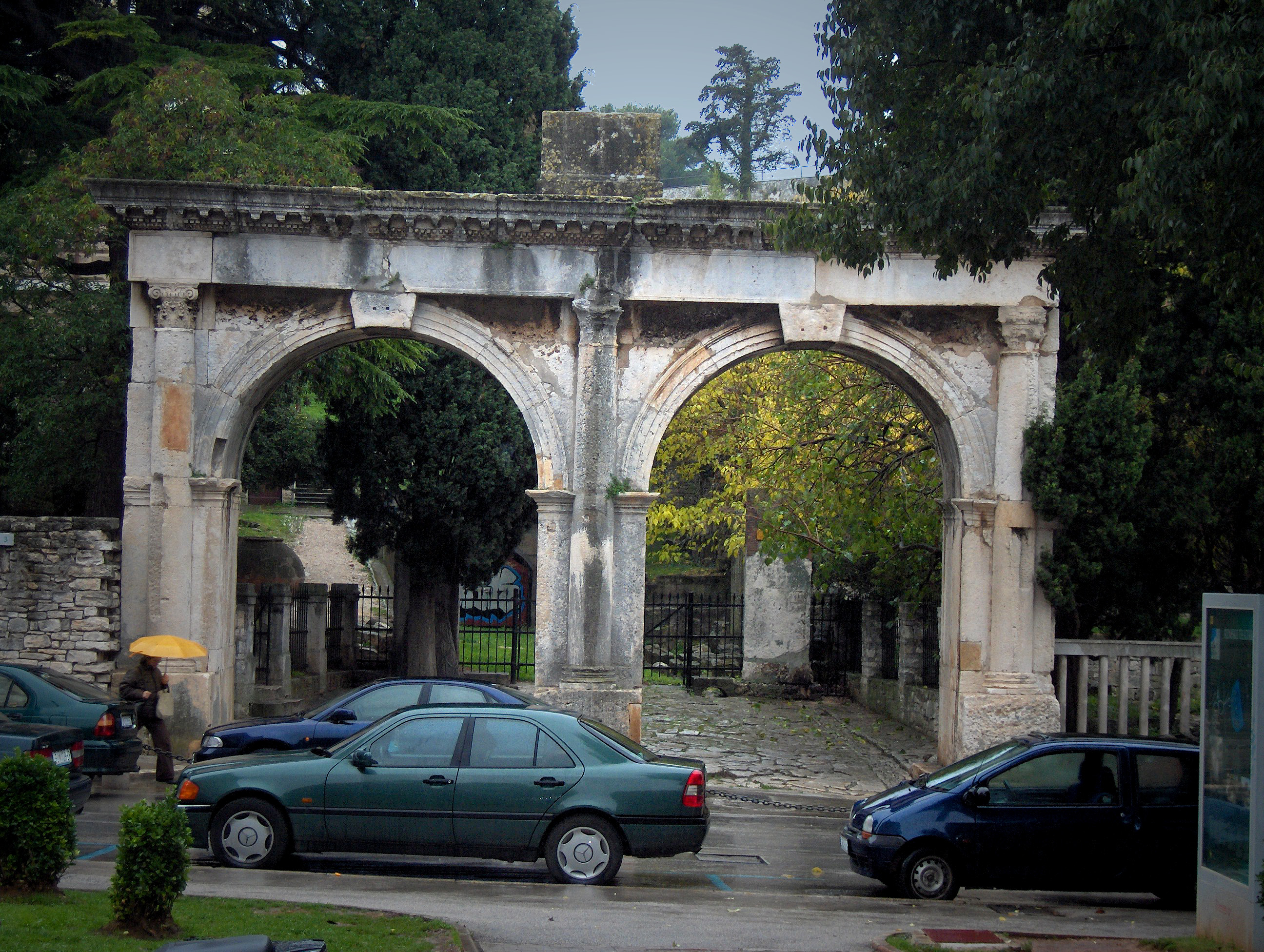
双子門

豊富な政治史の結果として、プーラは古代と現代、地中海と中央ヨーロッパの文化と言語が混じり合う地となった。プーラの建築物はこれら歴史の積み重ねが反映されている。住民は外国語に堪能であることが珍しくなく、特にイタリア語、またドイツ語・英語のできる者が多い。1904年10月から1905年3月にかけ、アイルランドの作家ジェームズ・ジョイスが市内のベルリッツ校で主にオーストリア＝ハンガリー帝国海軍将校に英語を教えていた。彼はプーラ滞在中に、ウィリアム・バトラー・イェイツとジョージ・ウィリアム・ラッセルの両方を当てこすった片面刷りの印刷物を、プーラの印刷所で編刷した。
古代ローマ遺跡が保存されていることが有名である。旧市街には狭い通りを挟んで中世及びルネサンス期の建物が軒を連ねる。そして未だローマ時代の敷石が敷かれている。
- プーラ円形闘技場 - 紀元1世紀に建てられた円形闘技場。この種のものでは世界で6番目[6]に大きい。保存状態が良く、毎年夏に映画祭の会場となる。第二次世界大戦時のイタリア・ファシスト政権下では、イタリア本土へこの円形闘技場本体を移送する案が出されたが、輸送コストがかさむため断念した経緯がある。
- セルギウスの凱旋門 - 紀元1世紀に建てられた凱旋門。
- アウグストゥス神殿 - 紀元前後に建てられたローマ神と初代皇帝アウグストゥスに捧げられた神殿
- 双子門（クロアチア語版） - 古代ローマ時代からの市壁に開けられた10箇所の門のうちの1つで、2世紀から3世紀頃の建設[4]。現在はイストリア考古学博物館の正面ゲートとして使われている。
- ヘラクレス門（クロアチア語版） - 古代ローマ時代からの市壁に開けられた10箇所の門のうちの1つで、紀元1世紀の建設。アーチの最上部にヘラクレス神の頭部とされている浮き彫りがある[3][7]
- 小ローマ劇場（クロアチア語版） - 1世紀に造られたと考えられるローマ劇場。かつて古代ローマ時代にはこの劇場より大きなローマ劇場（未発掘）が存在したため、こちらを小ローマ劇場と呼んでいる[8]。
- 聖マリア・フォルモサ教会（クロアチア語版） - 6世紀、東ローマ帝国時代の建築。ギリシャ十字型。ラヴェンナの教会と似ている。床と壁は6世紀のモザイク画で飾られており、ガッラ・プラキディア廟堂のモザイク画に似ている。ベネディクト会派修道院と隣り合っていたが、修道院は16世紀に打ち捨てられた。1605年にヴェネツィアにプーラが占領された際、礼拝堂の財宝がヴェネツィアへ持ち去られた。東方風の石膏製円柱は、現在サン・マルコ寺院の祭壇後部に立っている。
- フランシスコ会修道院教会（クロアチア語版）） - 13世紀後半に建てられた。現在の建物は1314年にロマネスク様式で建てられ、バラ窓はゴシック様式である。
- プーラ大聖堂（英語版） - 6世紀に建てられ、10世紀に拡張された。ローマ時代からキリスト教徒が祈りを捧げる場であった。ジェノヴァ、ヴェネツィアの攻撃で破壊された後、15世紀にほぼ完全に再建された。ロマネスク、ビザンチン様式の名残が見られる。ファサードはルネサンス期に加えられた。
- 聖ニコラ教会（クロアチア語版） - 6世紀に初めて建てられ、10世紀に一部が再建された。1583年、主としてキプロスとナフプリオンからの移住者のための正教会教会となった。
- プーラ城塞 - 旧市街の中央の丘にそびえる。4つの堡塁を持つ星形の城。ローマ時代のカピトリウムの跡地に、14世紀ヴェネツィア共和国がフランス人建築家の案を採用して建てた。1961年からイストリア歴史博物館となっている。
- イストリア考古学博物館 - ローマ劇場と双子門近く。1802年、フランスの将軍オーギュスト・マルモンがアウグストゥス神殿の石の記念像を収集したことに始まる、コレクションを所蔵。1949年開館。プーラ周辺の、先史時代から中世までの所蔵品をもつ。

## 観光

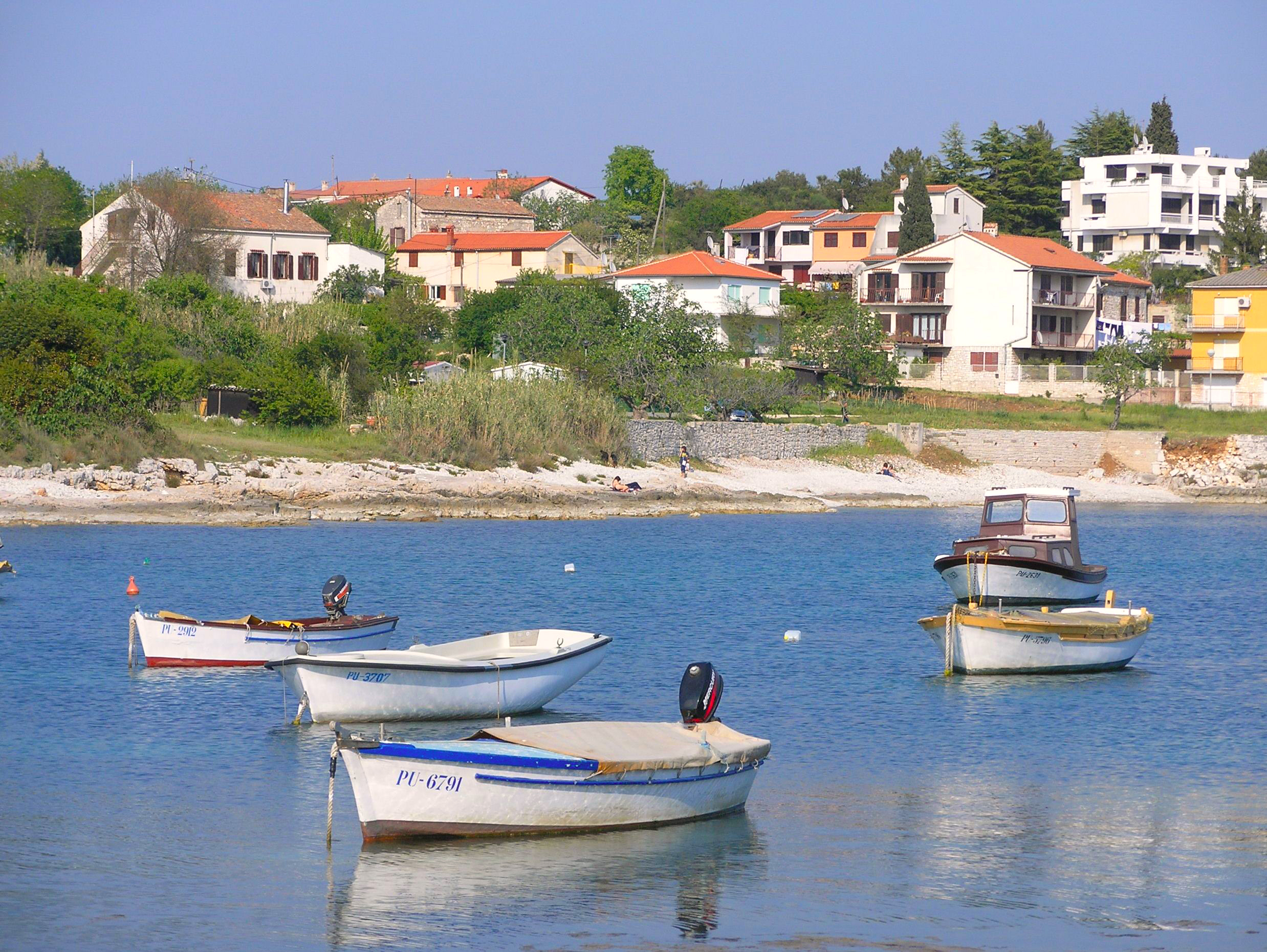
海岸

プーラ周囲の田園、ターコイズ・ブルーのアドリア海といった美しい自然が、夏期ヴァカンス地として国際的に人気を集めている。近隣のブリユニ国立公園は、ユーゴスラビアの指導者ヨシップ・ブロズ・チトーが夏の別荘を構えてから、多くの各国指導者が訪れた。ローマ時代のヴィラと神殿が、農業地帯や海岸地帯に未だ埋まっている。沿岸は砂浜であり、釣り、古代ローマのガレー船や第一次世界大戦時の軍艦の洞窟潜水、飛び込み、島に大小ある洞窟へのセーリングができる。
プーラはヨーロッパの自転車網であるユーロヴェロ（en:EuroVelo）の9号線（バルト海沿岸のグダニスクからチェコ、オーストリア、スロベニア、クロアチアを通過する）の終着地点である。
近郊の海岸で、恐竜の足跡が見つかることがある。

## 交通
- プーラ空港（英語版） - 市中心部から6 km離れた地点にある。クロアチア航空、ジャーマンウイングス、Jat航空、ノルウェー・エアシャトル、ライアンエアーなどの便がある。
- プーラ駅 - 街の中心（セルギウスの凱旋門付近）の北1.3 kmに位置し、当駅発の列車はスロベニアとの国境の町ブゼト方面行きのみであり、鉄路はスロベニア方面としか接続されていない。
- プーラ長距離バスターミナル - 街の中心（セルギウスの凱旋門付近）の北東1.2 kmに位置し、ザグレブ（1日約20便）、リエカ（1日約20便）、ザダル（1日約4便）などクロアチア国内行きの長距離バスのほか、パドヴァ（1日2便）、ベネツィア（1日2便）、トリエステ（1日約6便）、リュブリャーナ（1日3便）、サラエヴォ（1日2便）、ベオグラード（1日1便）などへの国際バスが発着する[9]。ロヴィニやポレッチなど近隣の街や、プーラ市内バスも当バスターミナルが始発となる。
- プーラ港からは近郊の島嶼部を結ぶフェリー路線があり、ヴェネツィアとの便もある。

## 著名な出身者
- アリダ・ヴァリ - 俳優
- ラウラ・アントネッリ - 俳優
- ヤスミン・アギッチ - サッカー選手
- ゼルグ・ガレシック - 総合格闘家
- サマンタ・ファブリス - バレーボール選手

## 姉妹都市
- グラーツ、オーストリア
- トリーア、ドイツ
- イーモラ、イタリア
- ヴェローナ 、イタリア
- クラーニ、スロベニア
- チャバル（en:Čabar）、クロアチア
- ヴァラジュディン、クロアチア
- 碧南市、日本

友好都市
- セゲド、ハンガリー
- ヴェレス、マケドニア共和国
- ノヴォロシースク、ロシア

その他友好関係のある都市
- ウィーン、オーストリア
- シュタイアーマルク州の自治体
- ペーチ、ハンガリー
- ブルノ、チェコ
- ヴィルフランシュ＝ド＝ルエルグ、フランス